# Знаки на дороге
«Знаки на дороге» (польск.: Znaki na drodze) — фильм ПНР 1969 года режиссёра Анджея Пётровского.
Фильм — лауреат Гран-при «Золотой леопард» Международного кинофестиваля в Локарно (1971).

## Сюжет
По мотивам автобиографического романа «Звезда сезона» Анджея Твердохлиба.
Михал выходит из тюрьмы после отсидки четырёхлетнего срока. Жена ушла к другу, бывший начальник не берёт на работу. Михал пытается начать жизнь сначала. Он устраивается на автобазу, перевозящую бетон на стройплощадки, но его решение идти честным путём сталкивается с мошенничеством шоферов, которые и его самого пытаются втянуть в систематическую кражу цемента. Его нежелание участвовать в обмане и кражах влекут неприязнь как со стороны подчинённых, так и со стороны начальства. Когда бывший сокамерник в сговоре с начальством базы планирует совершить крупную кражу цемента, Михал резко встаёт на его пути, но единственным, кто его поддерживает, оказывается юная диспетчер Ядвига…

## В ролях
В главных ролях:
- Тадеуш Янчар — Михал
- Галина Польских — Ядвига

В остальных ролях:
- Леон Немчик — Паславский, директор автобазы
- Лешек Дрогош — Стефан Яксонек
- Болеслав Абарт — Сосин, шофёр
- Аркадиуш Базак — Мариан
- Эва Цепеля — Хелена
- Януш Клосиньский — механик Францишек Васько
- Рышард Котыс — механик Буляга
- Зыгмунт Малянович — поручик милиции
- Ян Пешек — шофёр Бакаляжевич
- Ежи Блёк — портье Курек
- Збигнев Добжиньский — шофёр Мика
- Хенрик Хунко — шофёр
- Мечислав Яновский — шофёр Стоклоса
- Элиаш Куземский — шофёр Вуйцик
- Мечислав Лоза — заключенный
- Фердинанд Матысик — тюремный надзиратель
- Витольд Пыркош — хозяин автосервиса
- Томаш Заливский — шофёр Михаляк